# George Stigler
George Joseph Stigler (Seattle, Washington, 17 de enero de 1911 - Chicago, 1 de diciembre de 1991) fue un economista, intelectual estadounidense y profesor de la Universidad de Chicago.
Fue laureado con el Premio del Banco de Suecia en Ciencias Económicas en memoria de Alfred Nobel en 1982 por sus investigaciones acerca de la estructura de la industria, el funcionamiento de los mercados y las causas y efectos de las regulaciones públicas.

## Biografía
Obtuvo su licenciatura en la Universidad de Washington y se doctoró en la Universidad de Chicago en 1938. En este último centro fue alumno de Frank Hyneman Knight y Jacob Viner, y compañero de Milton Friedman. Fue profesor en las universidades de Minnesota (1938-1946), Brown (1946-1947) y Columbia (1947-1958, donde trabajó junto a Kenneth Arrow y Robert Solow), hasta que en 1958 volvió a su alma mater, la Universidad de Chicago, de cuya escuela económica fue un destacado miembro. 
Stigler fue pionero de la "economía de la información" y de la "economía de la regulación". Asoció las variaciones de precios entre mercados a la existencia de información pertinente, señalando cómo los mercados que son poco transparentes tienen su consecuencia en altos precios y en grandes beneficios para los agentes que disponen de información. En cuanto a la regulación pública, pasó a incorporarla al interior del sistema económico, señalando cómo los grupos de presión intentan canalizarla en provecho propio, lo que le llevó a defender la no intervención pública. Entre sus principales trabajos destacan Teoría de los precios (1942) y El ciudadano y el Estado (1975).